# Curtarolo
Curtarolo est une commune italienne de la province de Padoue, dans la région Vénétie.

## Administration
| Période                                  | Période | Identité | Étiquette | Qualité |
| ---------------------------------------- | ------- | -------- | --------- | ------- |
|                                          |         |          |           |         |
| Les données manquantes sont à compléter. |         |          |           |         |

### Hameaux
Santa Maria di Non, Pieve di Curtarolo, S.Andrea, Poncia.

### Communes limitrophes
Campo San Martino, Limena, Piazzola sul Brenta, San Giorgio delle Pertiche, Vigodarzere.